# Malou Berlin
Malou Berlin (* 1961) ist eine deutsche Autorin und Filmemacherin.

## Leben
Malou Berlin besuchte Grundschule und Gymnasium in Baden-Württemberg und zog dann nach Berlin. Nach absolvierter Lehre zur Zweiradmechanikerin arbeitete sie in Fahrrad- und Motorradwerkstätten. Von 2006 bis 2009 studierte sie Filmdramaturgie/Drehbuch an der Filmarche Berlin.

## Werke
- Zeit bis Mitternacht. Roman. Querverlag, Berlin 2006, ISBN 978-3-89656-128-2.
- Nach dem Brand. Dokumentarfilm, Credo-Film Berlin, NDR, 2012
- Brandspuren. Roman. Querverlag, Berlin 2016, ISBN 978-3-89656-242-5.
- Was bleibt. Roman. Jaron Verlag, Berlin 2024, ISBN 978-3-89773-404-3

## Preise und Nominierungen
- Nominierung Prix Europa 2012 für Nach dem Brand[1]
- Publikumspreis beim 23. Filmkunstfest Mecklenburg-Vorpommern 2013[2]
- Vielfaltspreis des Landes Mecklenburg-Vorpommern[3]
- Nominierung für den 49. Grimme-Preis 2013[4]

## Filmfestivals
- Filmfest Hamburg[5]
- Nordische Filmtage Lübeck
- Kasseler Dokumentarfilm- und Videofest
- Filmfestival Türkei/Deutschland[6]
- Filmkunstfest Mecklenburg-Vorpommern[7]
- DokumentART[8]

Kinovorführungen und pädagogische Auswertung
- Amadeu-Antonio-Stiftung[9]
- Schule ohne Rassismus[10]